# Andrzej W. Piotrowski
Andrzej W. Piotrowski – polski i polonijny żeglarz, dziennikarz, współpracownik-korespondent magazynów żeglarskich Rejs i H2O, a także Dziennika Związkowego i miesięcznika Polonia w Chicago.

## Dorobek żeglarski
W 1963 roku zaczął żeglować jako członek Klubu Morskiego Tramp w Koszalinie, w 1974 r. otrzymał stopień kapitana jachtowego, a w 1976 brał udział w wyprawie żeglarskiej z okazji 200-lecia Stanów Zjednoczonych znanej jako "Operacja Żagiel 76" na pokładzie jachtu Wojewoda Koszaliński jako III oficer na trasie: Kołobrzeg – Plymouth – Wyspy Kanaryjskie – Bermudy – Newport News – Nowy Jork (6760 Mm).
W roku 1977 wyemigrował do Stanów Zjednoczonych, a w 1986 zakupił w Niemczech jacht żaglowy typu slup – Dehler 34, który nazwał Solidarity i przeżeglował trasę z Grossenbrode nad Bałtykiem i przez Morze Północne-kanał La Manche-Atlantyk-Morze Karaibskie-Atlantyk-rzekę Hudson-Wielkie Jeziora dotarł do Chicago (9260 Mm), gdzie mieszka do dzisiaj.
W roku 1988 został wybrany komandorem polonijnego klubu żeglarskiego Joseph Conrad Yacht Club w Chicago i pełnił tę funkcję przez dwie kadencje.
W latach 1988–1996 na swoim jachcie Solidarity brał udział 8 razy w regatach Chicago – Mackinac Race.
W 1989 r. na jachcie Solidarity wziął udział w regatach samotnych żeglarzy (Port Huron – Mackinac Island Solo Challenge '89), zajmując trzecie miejsce w swojej klasie.
W roku 1991 był jednym z organizatorów i wziął udział na jachcie Solidarity w I zlocie żeglarzy polonijnych (I World Polonia Sailing Jamboree-Poland 91). Rejs prowadził z Chicago przez Wielkie Jeziora – rzekę Hudson – Atlantyk – Azory – kanał La Manche – Morze Północne – Bałtyk do Gdyni (5870 Mm).
W 1991 r. założył firmę żeglarską Polish Sailing Center of Chicago, a w 1992 wziął udział w regatach o Puchar Prezydenta miasta Świnoujście na trasie Świnoujście-Bornholm-Sassnitz-Świnoujście, zajmując I miejsce w swojej klasie. W tym samym roku wziął udział jachtem Solidarity w regatach o Srebrny Dzwon Kołobrzegu, zajmując I miejsce w swojej klasie. W roku 1992 pożeglował (Solidarity) w drogę powrotną do USA przez Morze Bałtyckie – Morze Północne – kanał La Manche – rzeki i kanały Francji – Morze Śródziemne – Atlantyk – Morze Karaibskie – drogę wodną Intracoastal Waterway – rzekę Hudson – Wielkie Jeziora do Chicago (10 080 Mm).
W 1993 r. wziął udział na Solidarity w regatach samotnych żeglarzy (Solo Challenge '93) na trasie Port Huron – Wyspa Mackinac – St. Joseph (550 Mm), zajmując I miejsce.
W latach 1993–1994 prowadził, będąc również współproducentem, 54 emisje programu "Z wiatrem" emitowanego w polonijnej telewizji Polvision.
W roku 1994 wziął udział w regatach samotnych żeglarzy (Port Huron-Mackinac Island Solo Challenge ’94) na jachcie Solidarity, zajmując IV miejsce w swojej klasie.
Jako szef Polish Sailing Center współorganizował wizytę dwóch polskich żaglowców Pogoria i Zawisza Czarny w Chicago. Była to pierwsza wizyta polskich żaglowców w historii Chicago. Wziął też udział, jako I oficer, w transatlantyckim rejsie żaglowca Pogoria na trasie Montreal – Azory – Aveiro (Portugalia) – 3637 Mm. Bardzo późną jesienią pożeglował jachtem Solidarity na trasie Chicago – rzeka Illinois – Missisipi – Nowy Orlean – Zatoka Meksykańska do St. Petersburg na Florydzie.
W 1995 roku brał udział, jako z-ca kapitana, w rejsach po Morzu Bałtyckim na polskim żaglowcu Fryderyk Chopin. Powtórnie odbył wyprawę na s/y Solidarity na trasie Chicago – rzeka Illinois – Missisipi – Nowy Orlean. Wyprawa rozpoczęła się w połowie listopada, a zakończyła 31 grudnia 1995 roku w Nowym Orleanie.
W 1996 opuścił Chicago na pokładzie Solidarity i przez Wielkie Jeziora – Kanał Erie – rzekę Hudson – Atlantyk – Wewnętrzną Przybrzeżną Drogę Wodną dotarł do Miami na Florydzie. Rejs rozpoczął się 17 sierpnia, a zakończył 24 listopada 1996 roku.
W roku 1997 współorganizował i wziął udział jachtem Solidarity w II zlocie polonijnych żeglarzy (II World Polonia Sailing Jamboree-Poland '97). Rejs rozpoczął się 14 kwietnia w Ft. Lauderdale na Florydzie i poprzez Bahamy – Bermudy – Azory – Kanał La Manche – Morze Północne – Bałtyk do Kołobrzegu zawinięto 30 czerwca 1997 roku. Stamtąd żeglarze przepłynęli do Gdańska 5520 Mm).
Na przełomie lat 1998 – 1999 zorganizował i wziął udział jako skiper w rejsie jachtu Gemini (regatowy jacht klasy 1 tony) z Gdyni do Stanów Zjednoczonych. Pierwszy etap prowadził z Gdyni przez Bałtyk-Morze Północne-kanał La Manche-Zatokę Biskajską-Atlantyk do Vilamoura w południowej Portugalii. Trwał od 4 lipca do 24 sierpnia. Drugi etap rozpoczął się 7 grudnia w Vilamoura i prowadził przez Atlantyk – Barbados – Morze Karaibskie do St. Petersburg na Florydzie, gdzie jacht zacumował 19 maja 1999 roku. (8240 Mm).
W 1999 r. zorganizował udział jachtu Gemini w regatach Chicago – Mackinac Race, na którym płynął jako skiper. Był to pierwszy w historii tych regat start jachtu zbudowanego w Polsce i płynącego pod polską banderą.
Na przełomie lat 1999 – 2000 wziął udział w zimowym rejsie katamarana Polpharma-Warta. Popłynął w tym rejsie jako członek załogi i operator filmowy. Rejs rozpoczął się 13 grudnia 1990 w Gdańsku, a zakończył 6 stycznia w Vilamoura. (2600 Mm). W tym samym roku zorganizował i wziął udział jako skiper Gemini w "The Millenium 600 Race" (z Port Huron do Chicago) i z Chicago w Mackinac Race. Następnie pożeglował jachtem Gemini z Chicago na Florydę przez rzekę Illinois – Missisipi – Nowy Orlean – Ft. Lauderdale. A w 2001 popłynął jako skiper na Gemini w regatach "Pineapple Cup" na trasie Ft. Lauderdale-Montego Bay na Jamajce. Regaty jacht ukończył mimo awarii steru (urwała się płetwa sterowa). W czerwcu odbył rejs powrotny na Gemini z Montego Bay do St. Petersburg na Florydzie.
Na pokładzie Gemini Piotrowski wziął udział jako skiper w regatach Chicago – Mackinac Race 2001. Jesienią odbył rejs na pokładzie Gemini na trasie Chicago-Floryda rzekami Illinois i Missisipi do Nowego Orleanu, a następnie przez Zatokę Meksykańską do Miami.
W roku 2002 odbył rejs na Gemini na trasie z Miami poprzez San Salvador (Bahamy) – Turks i Caicos – San Juan (Puerto Rico) – Brytyjskie Wyspy Dziewicze – Sint Maarten na Antiguę. Razem 1580 Mm. Celem rejsu był udział w regatach karaibskich organizowanych w ramach "Antigua Sailing Week".
W 2003 r. zorganizował i wziął udział jako skiper Gemini w regatach "Heineken Regatta 2003" na wyspie St. Maarten oraz w regatach w ramach "Antigua Sailing Week 2003". Wziął udział w regatach Chicago – Mackinac 2003 na pokładzie s/y Lighting jako taktyk i operator filmowy. Jacht zajął I miejsce w swojej klasie. Było to pierwsze zwycięstwo polonijnego jachtu w historii regat.
W 2004 przepłynął na jachcie Solidarity, jako skiper, trasę z Port Saint Louis du Rhone (M. Śródziemne) – Vilamoura – Madera – St. Maarten długości 4300 Mm. Etap Madera – St. Maarten był wyścigiem żeglarskim w ramach "Transatlantic Challenge". Polski rekord wyniósł 24 dni, 19 godzin, 45 minut i 18 sekund – odległość przebyta: 2915 mil morskich.
Zorganizował i wziął udział jako skiper Solidarity w regatach "International Rolex Regatta" na wyspie St. Maarten (4. miejsce w swojej klasie).
Zorganizował wyprawę żeglarską dwóch jachtów Solidarity i Gemini na trasie St. Martin (Karaiby) – Bermudy – Horta, na Azorach, znaną jako "Transatlantic Challenge 2004". Podczas rejsu był skiperem jachtu Gemini. Na trasie Bermuda – Horta załoga płynąca na pokładzie Gemini ustanowiła rekord przejścia trasy 1905 Mm – 13 dni, 19 godzin, 29 minut i 20 sekund.
W roku 2005 Piotrowski wziął jako skiper jachtu Gemini (załoga portugalska) udział w 4. regatach na wodach Wysp Azorskich. W regatach "Semana do Mar" w Horcie zajęli (bezwzględnie) III miejsce, w dwóch regatach nazwanych "Praja da Vitoria Race" zajęli kolejno I i II miejsce, natomiast w ostatnich "Regatta do Ilheu do Norte" zajęli ponownie I miejsce.
W 2006 r. uczestniczył w wyprawie polonijnych żeglarzy zorganizowanej przez środowisko żeglarskie w Chicago w Polinezji Francuskiej. Wyprawa trwała 21 dni (22 stycznia – 12 lutego), podczas których na czarterowanym katamaranie typu Bahia 46 o nazwie "Aroa" odwiedzili wyspy Raiatea, Tahaa, Bora-Bora i Huahine. Ogółem podczas rejsu wyprawa przepłynęła 350 mil morskich.
Jako skiper Gemini w sierpniu wziął udział w trzech regatach na wodach wyspy Terceira (Azory). Po przeliczeniu jacht zajął trzykrotnie I miejsce w swojej klasie.
W roku 2007 odbył, jako kapitan polsko-polonijnej załogi, wyprawę czarterowanym katamaranem "Dandelion" po archipelagach wyspiarskiego państwa Tonga na Pacyfiku. Również w 2007 r. zorganizował i był skiperem katamaranu Atlantic adventure (Catana 48) w rejsie z wyspy Gwadelupa (Karaiby) przez Bermudę na Wyspy Azorskie. Długość rejsu 3600 Mm. W latach 2007–2008 zorganizował rejs i był skiperem katamaranu Atlantic adventure podczas jego trwania na trasie Wyspy Azorskie (Terceira) – Madera – Wyspy Kanaryjskie (La Palma) – St. Martin (Karaiby). Dystans 4100 Mm. Zorganizował i prowadził jako skiper 2 tygodniowy rejs po wodach Tajlandii katamaranem Belize 43. Długość rejsu 480 Mm.
W 2008 r. prowadził rejsy czarterowe katamaranem Atlantic adventure po akwenie wysp karaibskich – przepłynięto 540 Mm. Zorganizował i prowadził rejs katamaranem Atlantic adventure na trasie St. Martin – BVI (Karaiby) – Bermuda – Azory (Terceira). Dystans przepłynięty 2960 Mm. Zorganizował i prowadził rejs katamaranem Atlantic adventure na trasie Azory – Madera – Wyspy Kanaryjskie – Martynika (Azory). Dystans przepłynięty 3800 Mm.
W 2009 r. prowadził rejsy czarterowe na katamaranie Atlantic adventure na akwenie Morza Karaibskiego. Ogółem przepłynięto 2650 Mm. Zorganizował i poprowadził jako skiper rejs na trasie St. Martin – Horta – Angra (Azory) na katamaranie Atlantic adventure. Podczas rejsu przepłynięto 2450 Mm. Zorganizował i poprowadził jako skiper rejs na trasie Angra – Horta – Velas – Ponta Delgada (Azory) – Madera na katamaranie Atlantic adventure. Podczas rejsu przepłynięto 850 Mm.
W 2010 r. Poprowadził rejs katamaranem Atlantic adventure na trasie Le Marin, Martynika – Marigot Bay, St. Martin, Długość rejsu 310 Mm. Na katamaranie Atlantic adventure odbył kilka rejsów czarterowych odwiedzając wyspy St. Barts, St. Kitts, Statia, Saba, Anguilla i Brytyjskie Wyspy Dziewicze. Łączna trasa to 675 Mm. W sierpniu tego roku wziął udział jako co-skiper i operator filmowy w rejsie jachtu Husaria na trasie z Vancouver, Kanada do San Francisco, USA. Podczas rejsu przepłynięto 1080 mil morskich

## Członkostwo
1. Bractwo Wybrzeża – Mesa Kaprów Polskich
2. Towarzystwo Samotnych Żeglarzy Wielkich Jezior – Great Lakes Singlehanded Society, Michigan
3. Karaibska Republika Żeglarska

## Honorowe członkostwo
1. Klub Morski "Tramp" Koszalin
2. Yacht Klub Polski – London
3. Yacht Club "Baltica" w Przemyślu
4. Związek Przyjaciół Trójmiasta "Neptun" Chicago

## Ważniejsze nagrody
- 1991 – Nagroda Specjalna "Rejs Roku" za organizację i udział w I World Polonia Sailing Jamboree – Poland ‘91
- 1993 – Druga Nagroda "Rejs Roku" za rejs jachtem Solidarity na trasie Kołobrzeg – Chicago (10 080 Mm)
- 1994 – Nagroda 75-lecia Polskiego Związku Żeglarskiego za promowanie żeglarstwa wśród Polonii Amerykańskiej
- 1997 – Nagroda Conrada od miasta Gdańsk za organizację i udział w II World Polonia Sailing Jamboree – Poland ‘97
- 1999 – Nagroda Specjalna "Rejs Roku" za rejs jachtem Gemini na trasie Gdynia-St. Petersburg, Floryda (8278 Mm)
- 2001 – Medal za Szczególne Zasługi dla Żeglarstwa Polskiego przyznany przez Zarząd Polskiego Związku Żeglarskiego

## Główne osiągnięcia żeglarskie
- 14-krotne przepłynięcie Atlantyku na jachtach żaglowych
- przepłynięcie ponad 5000 Mm samotnie
- czterokrotne pokonanie rzeki Missisipi w rejsach jesienno-zimowych

## Obecność w mediach
- Książki z serii "Dalekie rejsy":

Tahiti Challenge 2006, Chicago/Warszawa 2006
Tonga Adventure 2007, Chicago/Warszawa 2007
- Magazyny anglojęzyczne – Great Lakes Sailor, Cruising World, Yachting World
- Magazyny polskojęzyczne – Rejs, Żagle, Morze, Jachting, Polonia – magazyn polonijny w Chicago
- Gazety polonijne – Dziennik Związkowy, Dziennik Chicagowski, Kurier Codzienny
- Gazety polskie – Głos Pomorza, Głos Koszaliński, Kurier Szczeciński, Kulisy Kołobrzeskie

### W innych mediach
1. wywiady i reportaże w telewizjach polskich i polonijnych
2. wywiady i reportaże w radiach polskich i polonijnych
3. stała cotygodniowa audycja w polonijnym radiu w Chicago WNVR 1030 AM
4. produkcja 21 filmów dokumentalnych o wydarzeniach żeglarskich emitowanych w telewizjach polskich i polonijnych

### Nagrody w festiwalach filmowych
1. International Sail Film Festiwal "Mielno ’97" – Grand Prix
2. VII Festiwal Filmów Żeglarskich "Złota Łódka" Łódź ’97 – Grand Prix
3. II International Sail Film Festival "Mielno ’98 – Grand Prix
4. VIII Festiwal Filmów Żeglarskich "Złota Łódka" Łódź ’01 – drugie miejsce
5. VIII Festiwal Filmów Żeglarskich "Złota Łódka" Łódź ’01 – nagroda specjalna